# 바포메트

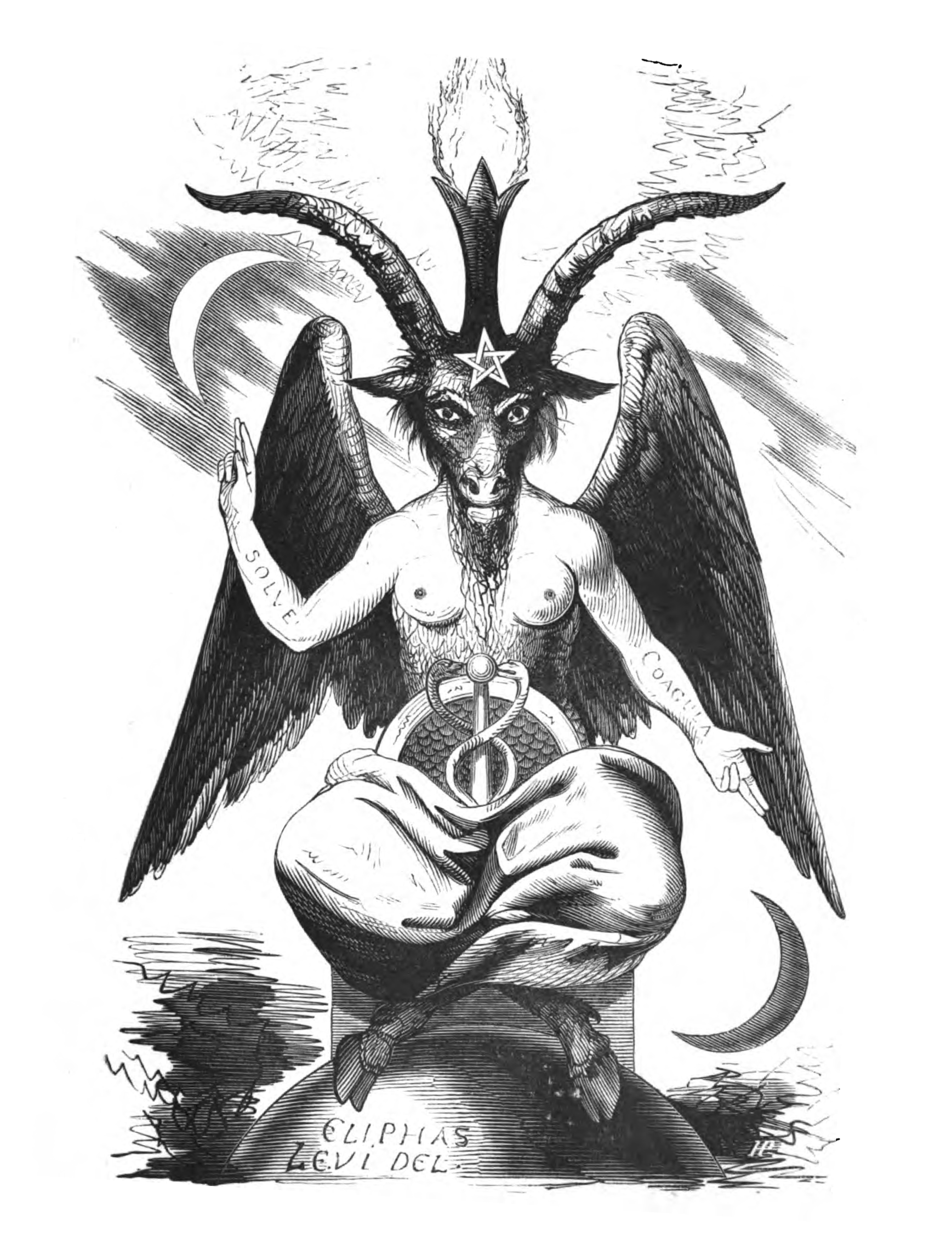
엘리파스 레비의 바포메트

바포메트(Baphomet)는 신적 존재이다. 성당 기사단이 바호메트를 숭배한다고 고발당한 바 있으며, 그후로 오컬트 및 신비학적 전통들과 엮였다. 바호메트라는 이름은 1307년에 시작된 성당 기사단의 이단 심판의 재판 기록들에서 등장하였다. 

## 역사
바포메트의 기원은 명확하지 않지만, 11세기 말부터 12세기의 라틴어 서간 등에 나타나는 것이 가장 오래된 기록이다. 당초는(기독교인이 상상하는) 이교의 신을 가리켜, 십자군의 기록에도 회교 사원을 바포메트의 신전으로 하는 기술이 있다. 후의 1300년대 초두에 템플 기사단에 대한 이단 심문시에 바포메트이 크게 다루어지게 되었다. 템플 기사단은, 1307년에 필리프 4세에 의해 우상 숭배의 규탄을 받았을 때, 이 바포메트의 우상을 드리고 있었다고 여겨지고 있다.
19세기에 영국 그리고 템플 기사단이 정말로 이단이었는지에 관한 논쟁이 일어났을 때, 바포메트가 재차 주목을 받았다. 19세기 이후엔 오컬트나 악마주의의 세계에서 바포메트는 유명하게 되지만, 이것에는 엘리파스 레비가 그린 인산인해양의 머리를 가지는 바포메트의 그림의 영향도 크다.

## 어원
이슬람교를 창시한 예언자 무함마드의 고프랑스어로의 철(Mohammed)의 패러디, 혹은 오기라고 생각되고 있지만, 여러 가지 이설도 있다.
휴 쇼페르드는, BAPHOMET은 SOPHIA(영지 혹은 영지의 여신 소피아)의 아트바슈(영어: Atbash, 히브리 문자의 치환 암호)라는 설을 주창했다.

## 동일시
루치펠, 베엘제붑, 아스타로트를 시중드는 상급 육대 악마의 한 사람으로 있는 대장인 사타나키아와 동일시하는 의견도 있다.
「안식일의 모산양」레오날르와 동일시·혼동 되는 일도 많아, 레오날르는 단지 안식일을 음행의 무대로서 이용하는 왜소형화된 악마로서 그려지는 것이 많다.

## 자
남녀한몸으로 흑산양의 머리와 검은 날개를 가지는 모습으로 알려지게 되어, 마녀들의 숭배 대상이 되었다. 다만 반드시 이 모습으로 한정되어 있는 것은 아니다.
19세기에 프랑스의 마술사 엘리파스 레비가 그린 그림 '멘데스의 바포메트'이 가장 유명하다.

## 같이 보기
- 악마 (타로) - 메이저 아르카나의 15번에 그려져 있는 악마는 바포메트이라고 말해진다.
- 악마의 일람